# Kladruby (ort i Tjeckien, Ústí nad Labem)
Kladruby är en ort i Tjeckien.   Den ligger i regionen Ústí nad Labem, i den nordvästra delen av landet, 70 km nordväst om huvudstaden Prag. Kladruby ligger 288 meter över havet och antalet invånare är 262.
Terrängen runt Kladruby är kuperad åt sydväst, men åt nordost är den platt. Runt Kladruby är det ganska tätbefolkat, med 65 invånare per kvadratkilometer. Närmaste större samhälle är Teplice, 2,8 km norr om Kladruby. Omgivningarna runt Kladruby är en mosaik av jordbruksmark och naturlig växtlighet.